# Rijnwijk (Arnhem)

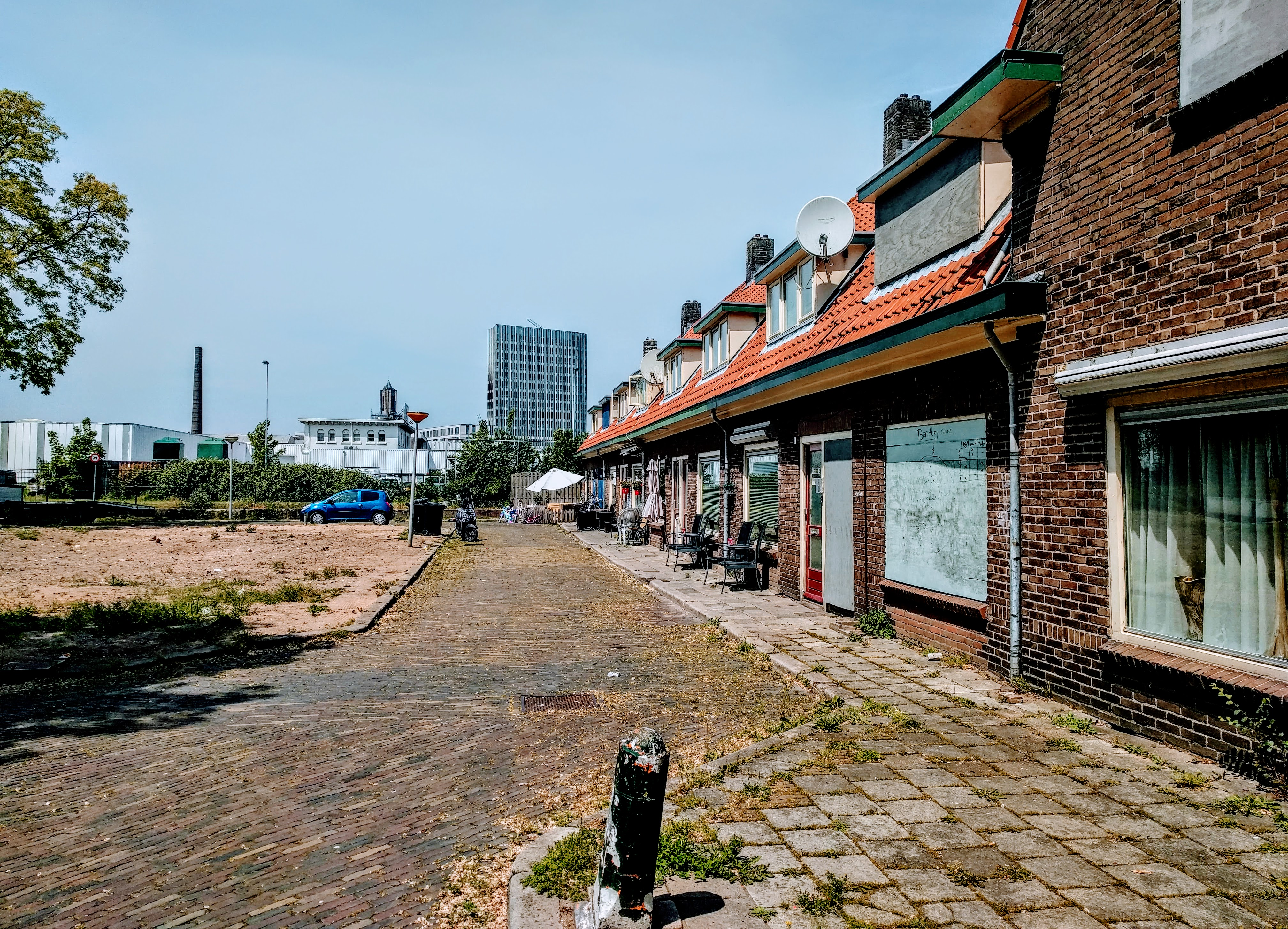
Rijnwijk in verval, mei 2017

Rijnwijk was een kleine wijk in Arnhem aan de oever van de Rijn langs de John Frostbrug. De wijk was een typische volksbuurt en gebouwd midden op een industrieterrein. Het bijzondere aan Rijnwijk was dat het een pleintje had met één ingang, een poort. Rond het pleintje stonden in een grote cirkel allemaal rijtjeshuizen. In het midden van het plein was er een parkje met een speeltuintje.

## Geschiedenis
Op 22 februari 1944 werden bij een vergissingsbombardement, uitgevoerd door Amerikaanse B24 Liberator bommenwerpers, Rijnwijk en de nabijgelegen Van Verschuerwijk getroffen. Daarnaast werden de wijk Malburgen, industrieterrein Het Broek en de omgeving van het station gebombardeerd. In totaal vielen er die dag in Arnhem 57 doden.
In februari 2024 is ook het laatste huis van Rijnwijk gesloopt om plaats te maken voor nieuwbouw.